# Bat Country
Bat Country è un singolo del gruppo musicale statunitense Avenged Sevenfold, pubblicato il 9 agosto 2005 come primo estratto dal terzo album in studio City of Evil.
Con questo brano, il gruppo ha vinto il titolo di "Best New Artist" agli MTV Video Music Awards 2006.

## Descrizione
Quarta traccia di City of Evil, l'influenza maggiore su Bat Country proviene dal romanzo Paura e disgusto a Las Vegas di Hunter Stockton Thompson. Il titolo deriva da una frase pronunciata dal protagonista del libro, Raoul Duke, mentre, sotto l'effetto di droghe allucinogene, vede enormi pipistrelli sopra la testa. Rivolgendosi al suo compagno d'avventure, il Dr. Gonzo, dice: 
(Raoul Duke, Paura e disgusto a Las Vegas)

Nel brano viene riportata due volte la frase del Dr. Samuel Johnson "He who makes a beast of himself gets rid of the pain of being a man." ("Colui che rende se stesso una bestia si sbarazza del dolore di essere un uomo."), oltre ad essere riportate le parole pronunciate da Raoul Duke al termine della trasposizione cinematografica del romanzo: 
(Raoul Duke, Paura e delirio a Las Vegas)

## Video musicale
Il videoclip del brano si rifà al film Paura e delirio a Las Vegas e mostra immagini simboliche e riferimenti al libro di Thompson alternate a scene del gruppo che esegue il brano in una camera d'albergo. Altre scene mostrano il gruppo guidare su un'autostrada in una Cadillac cabriolet con delle ali di pipistrello, circondati da una nuvola di pipistrelli (che vengono allontanati da Zacky Vengeance e The Rev). Mentre guidano, Johnny Christ è al lato della strada e fa l'autostop. Altre scene mostrano il gruppo in uno strip club, circondati da spogliarelliste dalla lingua biforcuta. Implicitamente, è rivelato che il video è una sorta di allucinazione.

## Cultura di massa
La canzone è apparsa in svariati videogiochi, tra cui EA Sports NHL 06, Madden NFL 06, SSX on Tour, Saints Row 2, Guitar Hero: Warriors of Rock, come contenuto scaricabile per Rock Band e Rock Band 2, l'applicazione per iPhone Tap Tap Revenge 3 e nella nuova versione Tap Tap Revenge 4. La canzone fa anche parte della colonna sonora del film New World Disorder 7: Flying High Again.
La canzone appare inoltre in uno degli episodi della serie televisiva Bones intitolato Morte di un supereroe. Appare, brevemente, nel film FBI: Operazione tata.

## Tracce
CD promozionale (Stati Uniti)
1. Bat Country – 5:11

CD promozionale (Stati Uniti)
1. Bat Country – 5:11
2. Bat Country (Edit) – 4:01

CD singolo (Regno Unito)
1. Bat Country – 5:11
2. Beast and the Harlot (Live) – 6:08
3. Bat Country (Videoclip) – 4:11

7" (Regno Unito)
- Lato A

1. Bat Country – 5:11

- Lato B

1. Bat Country (Live) – 5:15

## Formazione
- M. Shadows – voce
- Synyster Gates – chitarra solista
- Zacky Vengeance – chitarra
- Johnny Christ – basso
- The Rev – batteria

## Classifiche
| Classifica (2005)             | Posizione massima |
| ----------------------------- | ----------------- |
| Stati Uniti                   | 60                |
| Stati Uniti (alternative)     | 6                 |
| Stati Uniti (mainstream rock) | 2                 |